# Teté Vergara
Teté Vergara fue una actriz, compositora y escritora cubana nacida en 1914 en Santiago de Cuba, y fallecida en 1981 en La Habana.

## Filmografía
- 1961 - Realengo 18 de Óscar Torres
- 1962 - Para quién baila La Habana de Vladimir Cech
- 1964 - Cumbite de Tomás Gutiérrez Alea
- 1967 - Tulipa de Manuel Octavio Gómez
- 1968 - Lucía de Humberto Solás
- 1971 - Los días del agua de Manuel Octavio Gómez